# 3711 Ellensburg
A 3711 Ellensburg (ideiglenes jelöléssel 1983 QD) a Naprendszer kisbolygóövében található aszteroida. J. Gibson fedezte fel 1983. augusztus 31-én.